# Алеппське мило

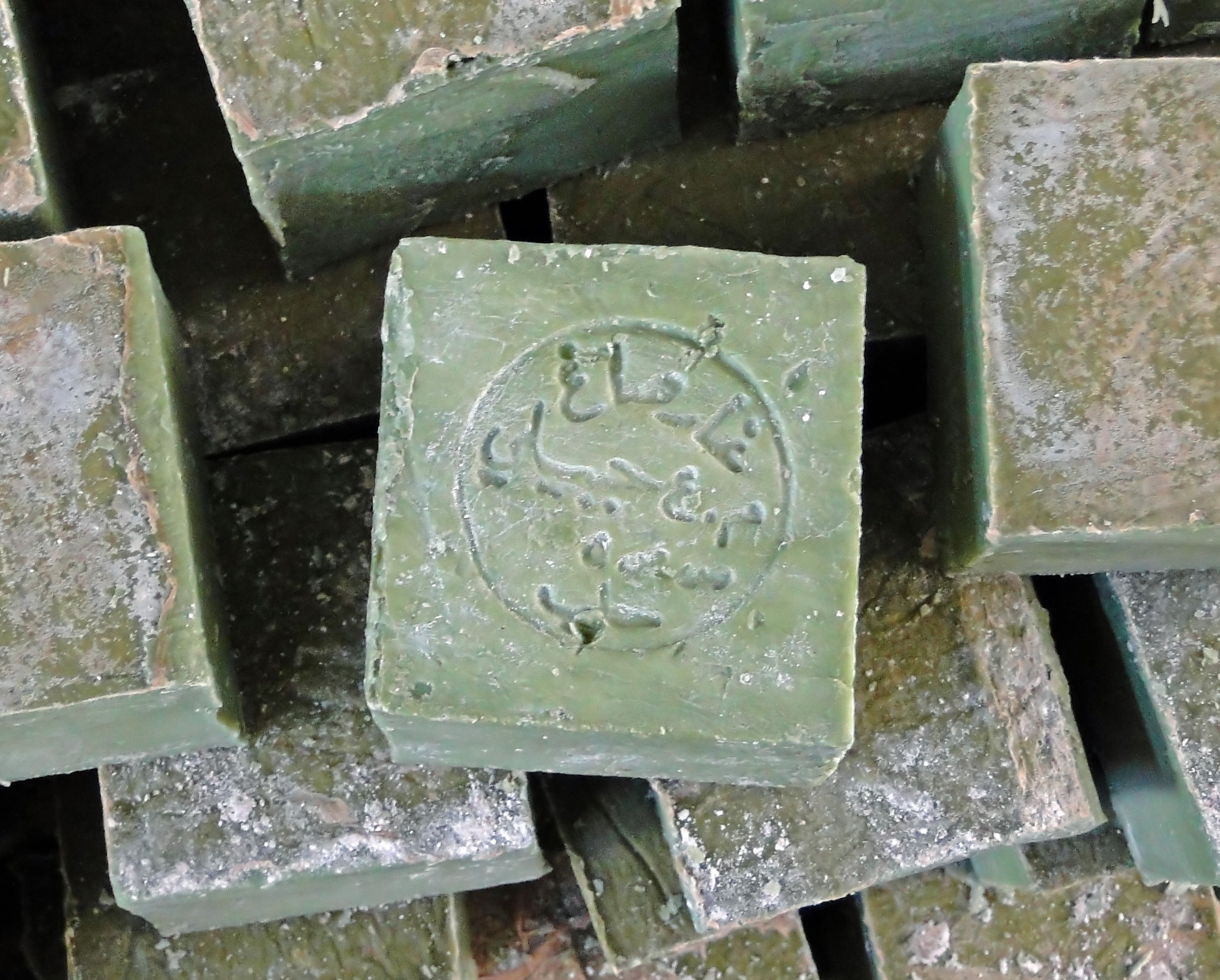
Алеппське мило

Алеппське мило (також відоме як лаврове мило, сирійське мило або гарське мило, араб. غَار, дос. «лавр») — тверде мило ручної роботи, яке асоціюється з містом Алеппо, Сирія. Алеппське мило відносять до кастильського мила, оскільки це тверде мило, виготовлене з оливкової олії та лугу, від якого воно відрізняється додаванням лаврової олії.

## Історія
Походження алеппського мила невідоме. Існує безліч неперевірених тверджень про його давню історію, наприклад, що ним користувалися єгипетська цариця Клеопатра та сирійська цариця Зенобія. Хоча стверджується, що миловаріння було занесене на Захід з Леванту після перших хрестових походів, насправді мило було відоме римлянам ще в I столітті нашої ери, а Зосима Панопольський описав мило та миловаріння ще близько 300 року нашої ери.
Сьогодні більшість алеппського мила, особливо того, що містить понад 16 % лаврової олії, експортується до Європи та Східної Азії.

## Процес виготовлення

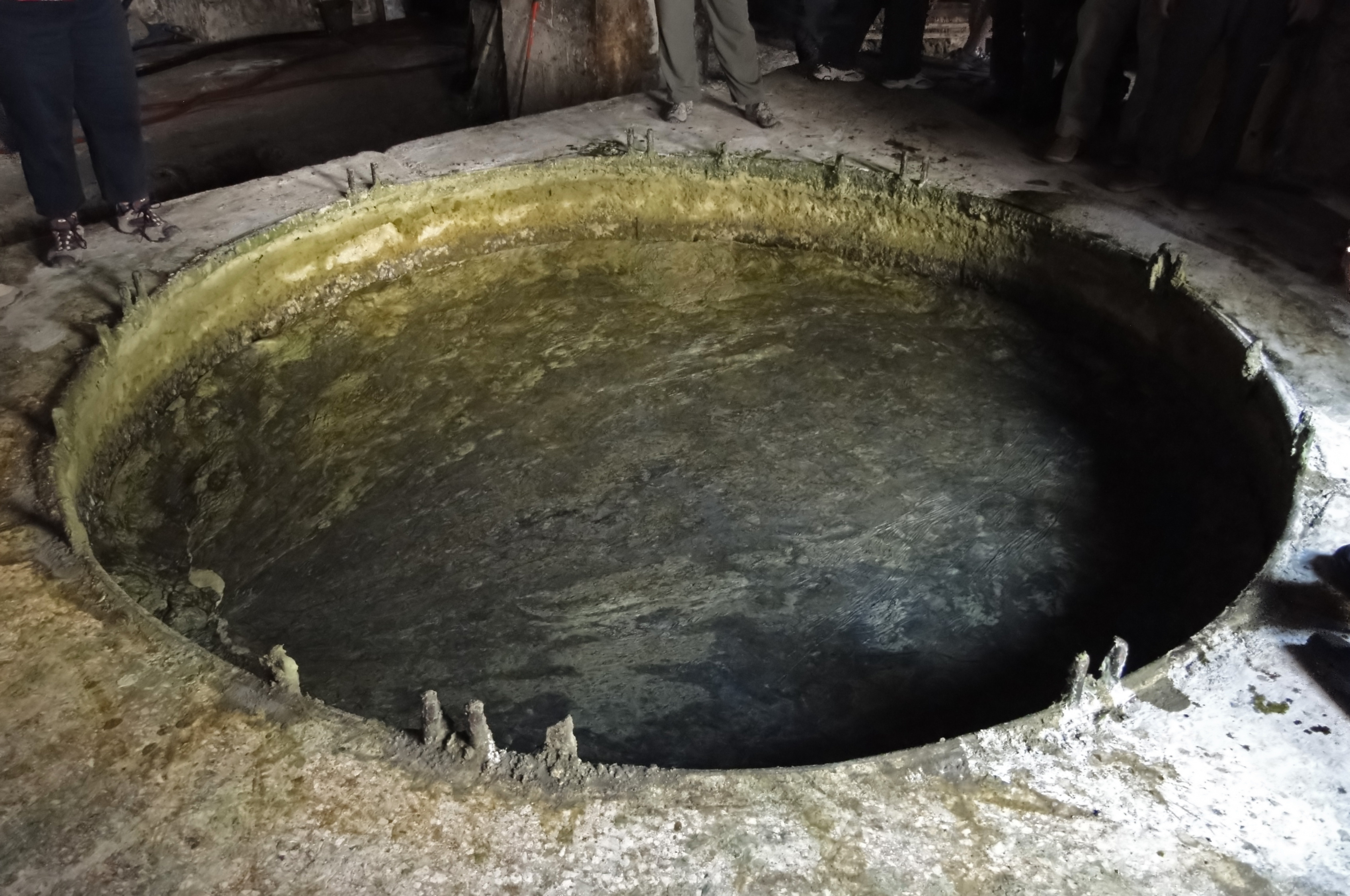
Мило в казані

Традиційне мило Алеппо виготовляють «гарячим методом». Спочатку оливкову олію разом із водою та лугом заливають у великий вкопаний у землю казан. Під казаном знаходиться підземне вогнище, яке нагріває вміст до кипіння. Кип'ятіння триває три дні, поки олія реагує з лугом і водою, перетворюючись на густе рідке мило.

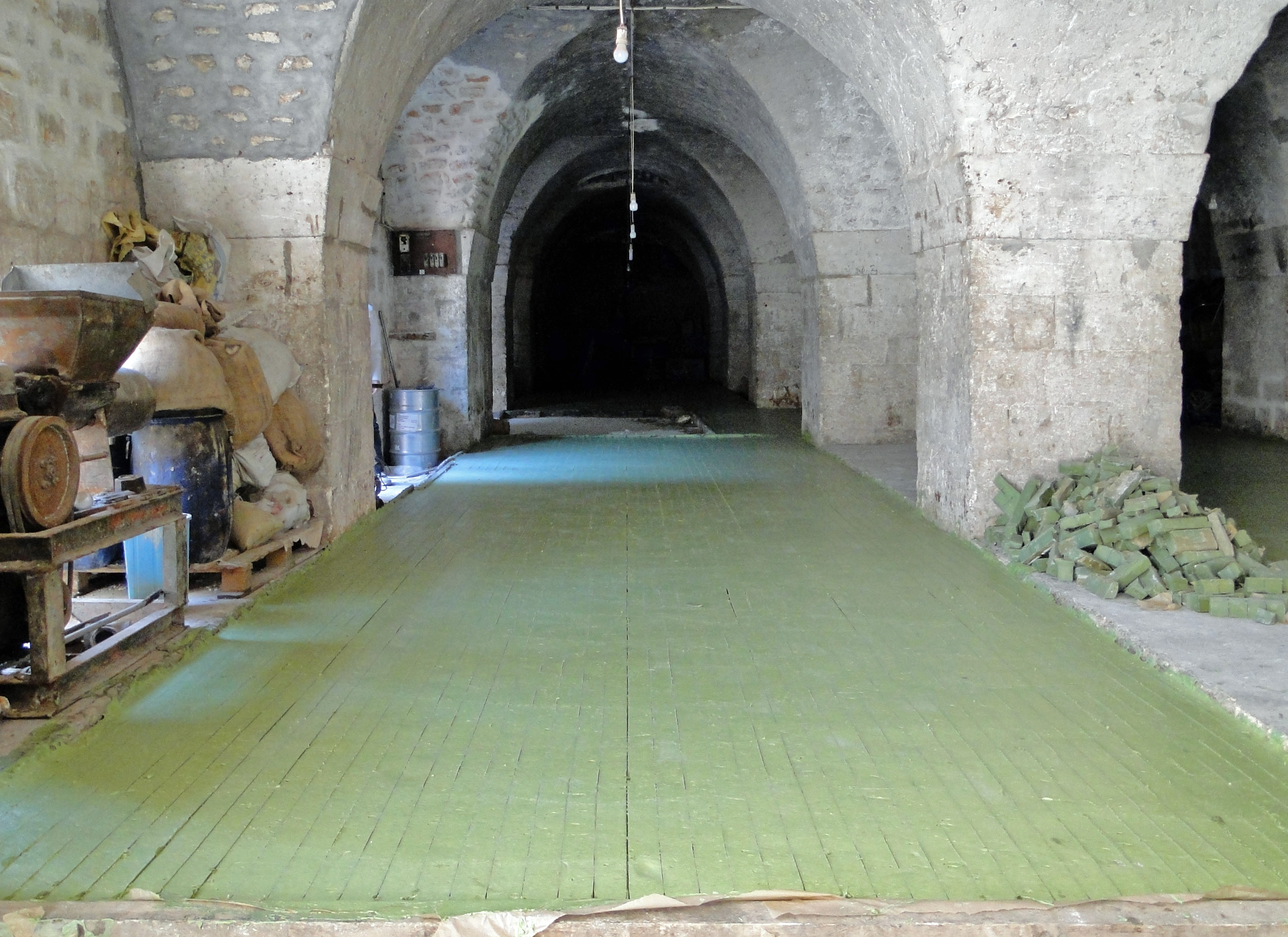
Охолодження мила

Лаврову олію додають наприкінці процесу, і після того, як вона перемішана, суміш виймають з казана і виливають на великий аркуш вощеного паперу, що лежить на підлозі фабрики. На цьому етапі мило являє собою велику, зелену, пласку масу, яку залишають остигати і тверднути приблизно на добу. Поки мило остигає, робітники з дерев'яними дошками, прив'язаними до ніг, ходять по милу, намагаючись вирівняти його і зробити рівномірним за товщиною.

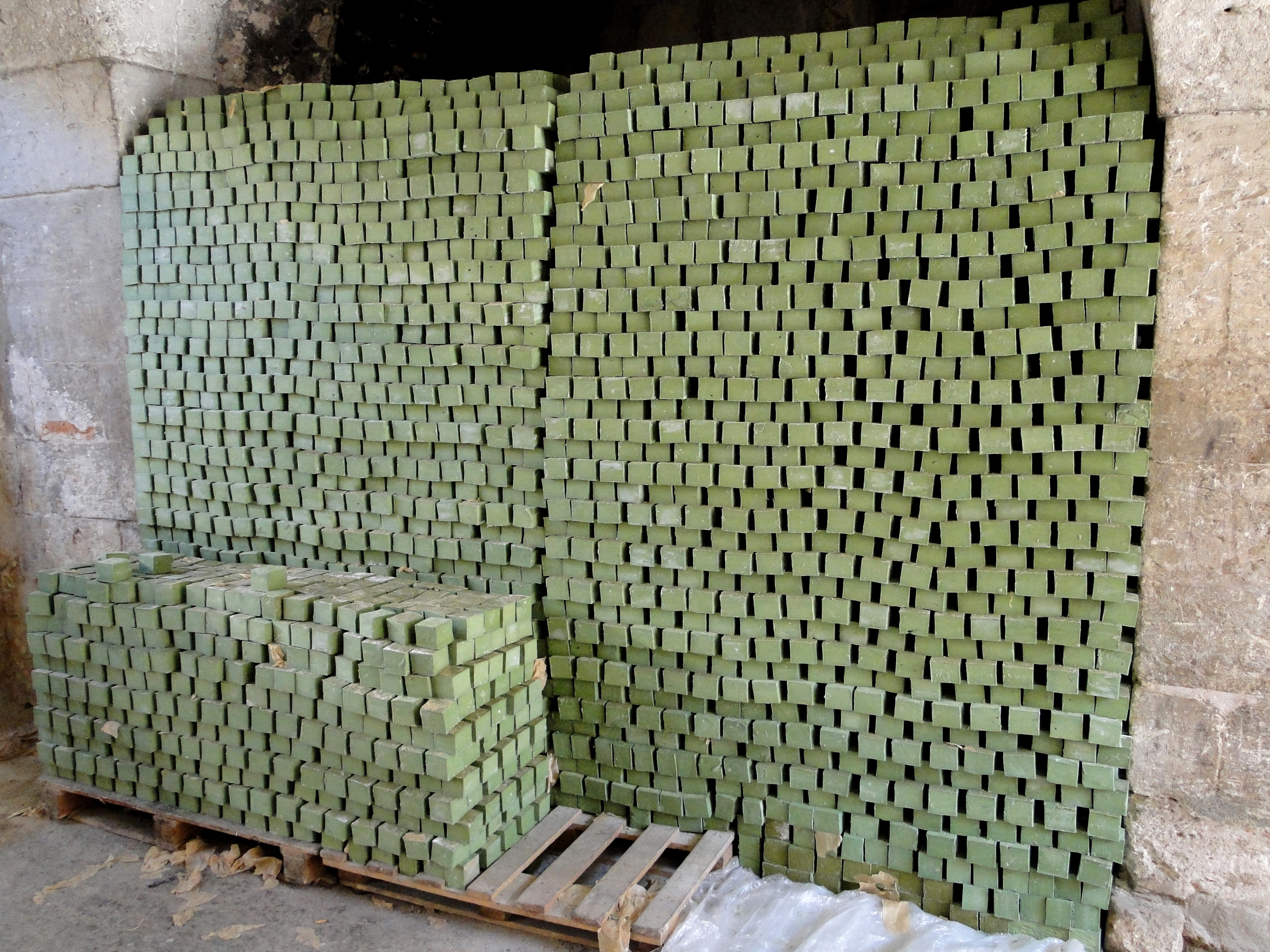
Остаточний результат

Потім мило нарізають на кубики. Кубики мила складають у циліндри в шаховому порядку, щоб забезпечити максимальний доступ повітря. Після того, як вони достатньо висохнуть, їх поміщають у спеціальну підземну камеру для витримки від шести місяців до року. Під час витримки мило зазнає кількох хімічних змін. Вільний луг, що міститься в милі (луг, який не вступив в реакцію з олією під час омилення), руйнується при повільній реакції з повітрям. Вміст вологи в милі також зменшується, що робить мило твердим і довговічним. І нарешті, колір зовнішньої сторони мила стає блідо-золотистим, тоді як внутрішня частина залишається зеленою.
Сучасне алеппське мило виготовляється за допомогою «холодного методу» і містить оливкову та лаврову олії, а також може містити різноманітні трави та/або ефірні олії.

## Інгредієнти
Алеппське мило виготовляється з оливкової олії, олії лаврової ягоди (zeit ghar), води і лугу; концентрація лаврової олії, зазвичай 2-20 %, визначає якість і вартість мила. Алеппське мило піддається біодеградації.
У XX столітті, з впровадженням холодного методу виготовлення мила, миловари з Алеппо почали додавати до свого мила різноманітні трави та ефірні олії.

## Властивості для догляду за шкірою
Алеппське мило можна використовувати щодня як мило для вмивання і миття голови, як маску для обличчя, як крем для гоління, а також для купання немовлят і дітей. Олія лавра є ефективним очищувальним засобом, з деякими антимікробними, протигрибковими та протисвербіжними властивостями.